# Sonet 44 (William Szekspir)

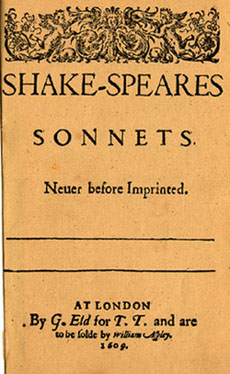
Strona tytułowa pierwszego wydania sonetów Shakespeare’a

Sonet 44 (gdyby zmieniło się w myśl ciężkie ciało) – jeden z cyklu sonetów autorstwa Williama Shakespeare’a. Po raz pierwszy został opublikowany w 1609 roku.

## Treść
W sonecie tym podmiot liryczny, który przez niektórych badaczy jest utożsamiany z autorem, przedstawia cierpienia, jakich doznaje w związku z rozstaniem z tajemniczym młodzieńcem.